# Francisco Xavier Salazar Díez de Sollano
Francisco Xavier Salazar Diez de Sollano (San Luis Potosí, 3 de mayo de 1968) es un Exfuncionario Público, Comisionado Presidente de la Comisión Reguladora de Energía de 2005 a 2015. Fue Presidente del Capítulo México del Consejo Mundial de Energía (WEC) de 2005 a 2007. Fue Vicepresidente de la Asociación Iberoamericana de Entidades Reguladoras de Energía (Ariae) de 2006 a 2011 y Presidente de la misma de 2011 a 2015. Desde 2016 es el coordinador de la Confederación Internacional de Reguladores de Energía (ICER). Actualmente es consultor privado y socio de las firmas Enix, Gadex y Trust.
Ingeniero Químico egresado de la Universidad Autónoma de San Luis Potosí con una Maestría en Economía especializada en Finanzas Pública en la London School of Economics and Political Science en donde también estudió un Diplomado en Economía de Mercados Globales. También cuenta con un Diplomado en Derecho Parlamentario por la Universidad Iberoamericana. Entre 1990 y 1997 se dedicó al ejercicio de su profesión como empresario y ha sido catedrático en la Universidad Autónoma de San Luis Potosí y en la Universidad Champagnat.
Ha escrito diversos artículos y participado como coautor de varios libros en materia de política económica ambiental y de regulación del sector energético. En 2008 recibió el Premio Master de Oro del Fórum de Alta Dirección por su desempeño como funcionario público y en 2006 el reconocimiento de la Revista Expansión como una de las “30 promesas en los treinta”. Ha sido miembro de los consejos editoriales de los periódicos Reforma y El Norte, así como de la Revista Expansión.
Previo a su ejercicio como funcionario público, en 1997 fue elegido diputado federal por el VI Distrito Electoral Federal de San Luis Potosí a la LVII Legislatura, cargo que ocupó hasta 2000 y en la que fungió como secretario de la Comisión de Ecología y Medio Ambiente e integrante de las de Energéticos y de Asuntos Hidráulicos. En 2003 volvió a ser electo diputado federal por el mismo distrito electoral a la LIX Legislatura, siendo en esta ocasión presidente de la Comisión de Energía e integrante de la de Presupuesto y Cuenta Pública; permaneció en este cargo hasta 2005, cuando solicitó licencia a la Diputación al ser nombrado Presidente de la Comisión Reguladora de Energía el 15 de diciembre de 2005 por el entonces presidente Vicente Fox, cargo en el que fue nombrado nuevamente en 2010 por Felipe Calderón Hinojosa.
Su padre, Francisco Javier Salazar Sáenz, fue Senador por San Luis Potosí y Secretario del Trabajo y Previsión Social en el gobierno de Vicente Fox.